# East Cleveland (Tennessee)
East Cleveland és una concentració de població designada pel cens dels Estats Units a l'estat de Tennessee. Segons el cens del 2000 tenia 1.729 habitants.

## Demografia
Segons el cens del 2000, East Cleveland tenia 1.729 habitants, 692 habitatges, i 471 famílies. La densitat de població era de 525,6 habitants/km².
Dels 692 habitatges en un 31,4% hi vivien nens de menys de 18 anys, en un 43,9% hi vivien parelles casades, en un 16,8% dones solteres, i en un 31,8% no eren unitats familiars. En el 24,9% dels habitatges hi vivien persones soles el 9,4% de les quals corresponia a persones de 65 anys o més que vivien soles. El nombre mitjà de persones vivint en cada habitatge era de 2,5 i el nombre mitjà de persones que vivien en cada família era de 2,93.
Per edats la població es repartia de la següent manera: un 25,4% tenia menys de 18 anys, un 9,8% entre 18 i 24, un 30% entre 25 i 44, un 23,2% de 45 a 60 i un 11,6% 65 anys o més.
L'edat mediana era de 35 anys. Per cada 100 dones de 18 o més anys hi havia 99,4 homes.
La renda mediana per habitatge era de 22.610 $ i la renda mediana per família de 23.893 $. Els homes tenien una renda mediana de 24.125 $ mentre que les dones 17.740 $. La renda per capita de la població era de 10.649 $. Entorn del 24,2% de les famílies i el 26,4% de la població estaven per davall del llindar de pobresa.

## Poblacions més properes
El següent diagrama mostra les poblacions més properes.